# Brachystelma tuberosum
Brachystelma tuberosum ist eine Pflanzenart aus der Unterfamilie der Seidenpflanzengewächse (Asclepiadoideae). Sie ist im südwestlichen Südafrika beheimatet.

## Beschreibung

### Vegetative Merkmale
Brachystelma tuberosum ist eine ausdauernde krautige Pflanze. Dieser Geophyt bildet eine abgeflacht-kugelige Wurzelknolle mit einem Durchmesser von 6 bis 15 cm, als Überdauerungsorgan. Aus dieser Wurzelknolle wachsen einjährige, krautige, mehr oder weniger aufrechte, 40 bis 100 cm hohe, Sprossachsen, die sich wenig verzweigen und mehr oder weniger stark behaart sind. 
Die Laubblätter sind kurz gestielt. Die einfache Blattspreite ist bei einer Länge von 15 bis 30 mm und einer Breite von 7 bis 10 mm lanzettförmig. Sprossachsen und Blätter sterben in der Trockenperiode völlig ab.

### Blütenstand und Blüte
Der ungestielte bis sehr kurz gestielte Blütenstand enthält zwei bis acht Blüten. Die 10 bis 25 mm langen Blütenstiele sind flaumig behaart.
Die zwittrigen Blüten sind radiärsymmetrisch und fünfzählig. Die Blüte riecht intensiv nach menschlichen Faeces. Die fünf behaarten Kelchblätter sind bei einer Länge von etwa 4 mm lanzettförmig. Die mit einem Durchmesser von 45 bis 95 mm vergleichsweise sehr große Blütenkrone ist außen grünlich mit purpurfarbenen Flecken, innen purpurfarben. Die Kronröhre ist mit einem Durchmesser von 5 mm sowie einer Tiefe von 4 mm tassenförmig und ist innen gelblich mit purpurfarbenen Flecken. Die fünf Kronblattzipfel sind eiförmig bis lanzettförmig, mit stark verlängerten Spitzen. Die Ränder der Kronblattzipfel sind nach außen gebogen sowie behaart und die oberen Enden sind grünlich gefärbt. Die ungestielte Nebenkrone ist basal schalenförmig verwachsen. Die interstaminalen Nebenkronblattzipfel sind annähernd quadratisch und taschenförmig mit dreieckigen bis U-förmig eingeschnittenen oberen Enden. Die interstaminalen Nebenkronblattzipfel sind an der Seite mit der Basis der staminalen Nebenkronblattzipfeln verwachsen. Die staminalen Nebenkronblattzipfel sind etwa 1 mm lang, zungenförmig und liegen den Staubblättern auf.

## Verbreitung
Brachystelma tuberosum wächst im Südwesten von Südafrika. 

## Systematik und Taxonomie
Diese Art wurde 1789 von Nicolaas Meerburgh in dem sehr seltenen (bisher nicht digitalisierten) Werk Plantae rariores vivis coloribus depictae unter dem Basionym Stapelia tuberosa erstveröffentlicht und abgebildet. Das Exemplar auf Tafel 54, Fig.1 wurde zum Lecto-/Iconotypus bestimmt. Die erste ausführlichere und detaillierte Beschreibung stammt jedoch von John Sims nach einem Manuskript von Robert Brown im 49. Band von Curtis's Botanical Magazine, auf Tafel 2343 (mit zwei Seiten Beschreibung auf unnummerierten Blättern). Er transferierte sie zu seiner neu vorgeschlagenen Gattung Brachystelma; sie ist die Typusart dieser Gattung. Ulrich Meve listet im Sukkulenten-Lexikon folgende Synonyme für Brachystelma tuberosum (Meerb.) R.Br. ex Sims auf: Stapelia caudata Thunb. (= Brachystelma caudatum (Thunb.) N.E.Br.), Brachystelma spathulatum Lindl., Brachystelma crispum Graham.